# Hudman-Gletscher
Der Hudman-Gletscher ist ein Gletscher im westantarktischen Ellsworthland. Er fließt zwischen dem Marze Peak und dem Miller Peak am südlichen Ende der Sentinel Range des Ellsworthgebirges und mündet in südsüdöstlicher Richtung in den Minnesota-Gletscher.
Der United States Geological Survey kartierte ihn anhand eigener Vermessungen und mittels Luftaufnahmen der United States Navy zwischen 1957 und 1959. Das Advisory Committee on Antarctic Names benannte ihn 1961 nach Rayburn A. Hudman (1920–1956) vom United States Marine Corps, der am 18. Oktober 1956 beim Absturz einer Lockheed P2V Neptune am McMurdo-Sund ums Leben gekommen war.